# Български новини (1999)
 Тази статия е за вестника, издаван за български емигранти в Европа.  За вестника, издаван за български емигранти в САЩ, вижте Български новини (1905 – 1908).  
Български новини е седмичник на български език, който се разпространява сред българските общности в Гърция, Кипър и Италия. Създаден е през 1999 г., първоначално се разпространява в Гърция. Тиражът се отпечатва в България, от издателската компания „Ализар ООД“. Издават се различни информационни брошури и книги като „Наръчник на имигранта“ на български, румънски, руски, албански и английски език. Организират се информационни семинари за имигрантите, концерти с български изпълнители.

## Екип
В периода през своето съществуване редакционния екип се състои от журналистите Бойка Атанасова (собственик) - главен редактор, Иван Петрински-редактор за България, Снежана Дзобелова - редактор за Гърция, Диляна Иванова - редактор за Гърция, Бранислава Бобанац - редактор за Кипър.
През 2001 г. вестникът започва се разпространява по абонамент и на определени места в Кипър. През 2012 г. започва да се разпространява в цялата страна. Главен редактор за Кипър е Бранислава Бобанац.